# Aleteia
Aleteia és un lloc web de notícies d'actualitat i espiritualitat catòlica en vuit llengües creat el 2012. Fundada pel periodista Jesús Colina, fou impulsada per la Fundació per a l'Evangelització dels Mitjans amb el suport de l'Església Catòlica. El gener de 2013, quan la pàgina va deixar d'estar en versió beta, la redacció comptava amb 37 periodistes i tècnics. El 2013 va arribar a un acord amb Google per tal d'oferir noves funcionalitats relacionades amb els gustos dels catòlics a internet.